# Hüsamettin Cindoruk
Hüsamettin Cindoruk (* 1933 in İzmir) ist ein türkischer Politiker und gegenwärtig Parteivorsitzender der Demokrat Parti.
Cindoruk wurde als Sohn von Vasfi Bey und Ganimet Hanım 1933 in İzmir geboren. Er absolvierte die Çankaya-Volksschule in Ankara und das Atatürk-Gymnasium. 1954 absolvierte Cindoruk die Fakultät für Rechtswissenschaft an der Universität Ankara. 1955 begann er als Rechtsanwalt zu arbeiten. 
Seine politische Laufbahn begann mit seinem Eintritt in die Jugendorganisation der Demokrat Parti von Adnan Menderes. 1958 verließ er die Partei um als Gründungsmitglied der Hürriyet Partisi zu agieren. Nachdem das Komitee der Nationalen Einheit am 27. Mai 1960 geputscht hatte und die Regierungsmitglieder in den Yassıada-Prozesse angeklagt wurden, vertrat Cindoruk als Rechtsanwalt insgesamt 18 ehemalige Abgeordnete der Demokrat Parti. Unter ihnen befand sich auch der ehemalige Präsident der Großen Nationalversammlung der Türkei Refik Koraltan. 
Nachdem politische Parteien durch die Militärs wieder zugelassen waren, beteiligte sich Cindoruk in der Adalet Partisi, der Demokratik Parti, der Büyük Türkiye Partisi und der Doğru Yol Partisi als Provinzparteivorstand, Gründungsmitglied sowie im Zentralen Parteiverwaltungsausschuss. Beim Parteikongress der Doğru Yol Partisi am 14. Mai 1985 wurde Cindoruk zum Parteivorsitzenden gewählt. Nachdem das politische Betätigungsverbot Süleyman Demirels beendet war, überließ er ihm seinen Posten. Cindoruk war zwischen dem 16. November 1991 und dem 1. November 1995 Präsident der Großen Nationalversammlung der Türkei. In dieser Funktion vertrat Cindoruk den Staatspräsidenten der Türkei vom 17. April 1993 bis zum 16. Mai 1993, da der Präsident Turgut Özal verstarb. 
Nach den 28. Februar-Vorfällen des Jahres 1997 (28 Şubat süreci) verließ er die Doğru Yol Partisi, um die Demokrat Türkiye Partisi (DTP) zu gründen. Die DTP beteiligte sich unter der Führung von Mesut Yılmaz an einer Koalitionsregierung, an der Cindoruk jedoch nicht teilnahm. Nachdem die DTP bei den Parlamentswahlen von 1999 mit lediglich 0,58 Prozent der Stimmen die 10-Prozent-Hürde nicht erreichte, gab Cindoruk sein Amt als Parteivorsitzender auf. Am 16. Mai 2009 wurde Cindoruk beim 5. Parteikongress der Demokrat Parti in der dritten Runde mit 559 Stimmen zum Parteivorsitzenden gewählt.
Cindoruk ist verheiratet und Vater von drei Kindern.
| Vorgänger        | Amt                                                                                   | Nachfolger   |
| ---------------- | ------------------------------------------------------------------------------------- | ------------ |
| İsmet Kaya Erdem | Präsident der Großen Nationalversammlung der Türkei 16. November 1991–1. Oktober 1995 | İsmet Sezgin |

| Personendaten    | Personendaten                                          |
| ---------------- | ------------------------------------------------------ |
| NAME             | Cindoruk, Hüsamettin                                   |
| KURZBESCHREIBUNG | türkischer Rechtsanwalt und Politiker (Demokrat Parti) |
| GEBURTSDATUM     | 1933                                                   |
| GEBURTSORT       | İzmir                                                  |